# De Witte Molen (Nijmegen)
De Witte Molen  is de oudste van de nog bestaande twee windmolens in Nijmegen in de Nederlandse provincie Gelderland. Hij staat aan de Looimolenweg, ruim een kilometer buiten het centrum richting iets opzij van de weg naar Grave op de heuvelrand die hier uitzicht biedt over de Nijmeegse wijk de Wolfskuil.
Het is een grote ronde stenen stellingmolen, gedekt met dakleer en met een vlucht van 25,60 m.
De molen dateert van 1760 en was oorspronkelijk een beltmolen, die een oudere afgebrande standerdmolen elders in Nijmegen verving. Hij had de functie looiermolen. De eerste molenaar was Jan Broestershuysen, die huwde met de weduwe van Hendrik Hoogers senior, leerlooier, vader van de kunstenaar Hendrik Hoogers (1747-1814), die later de molen erfde en er tot aan zijn dood in 1814 als leerlooier werkzaam was.

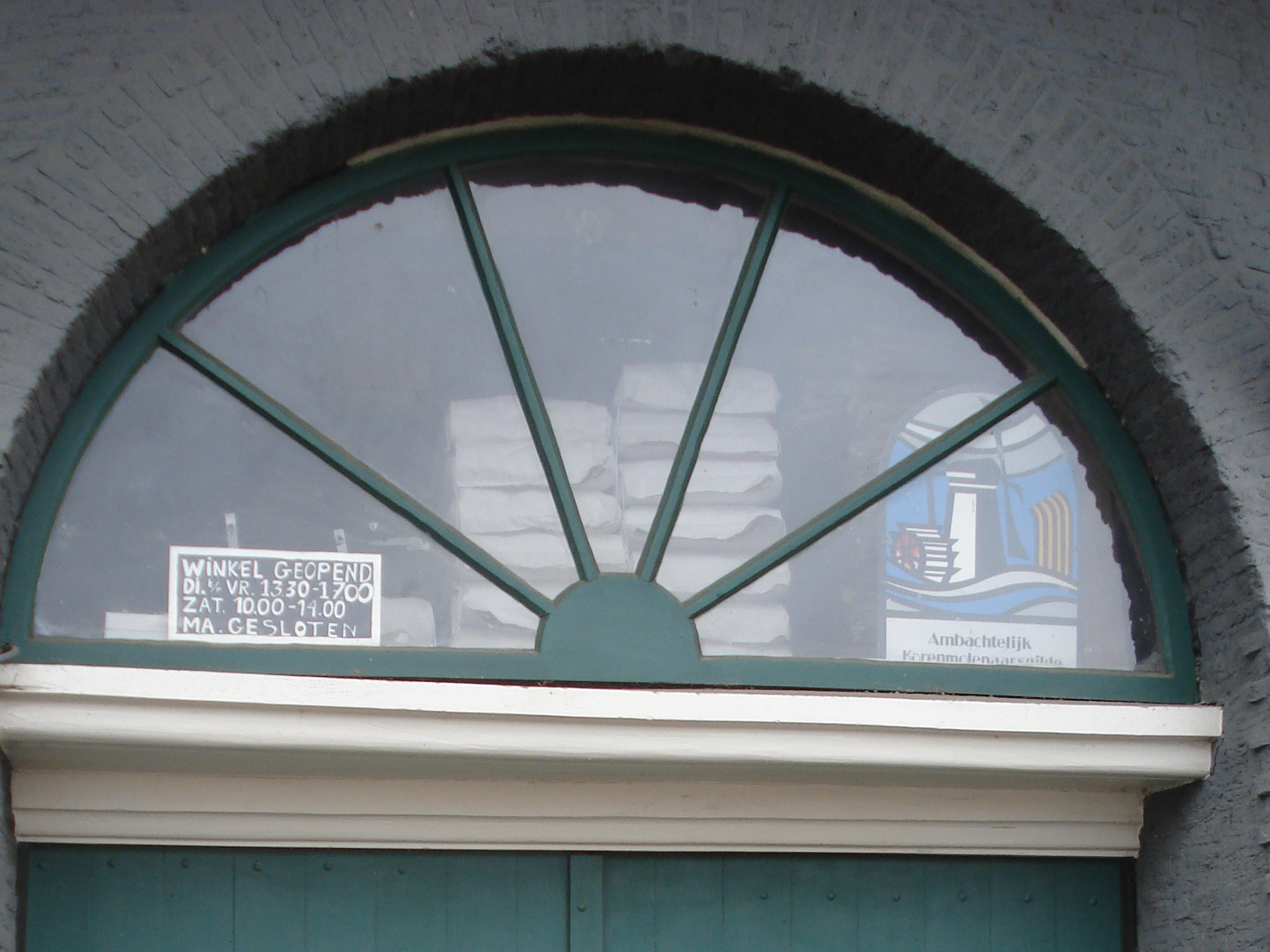
Witte molen Nijmegen, bovenlicht met logo molenaarsgilde

De molen is in 1916 opgehoogd en daarbij is het wiekensysteem aangepast. De molen veranderde in een meelbedrijf en werd verwaarloosd, totdat in 1933 tijdens de economische crisis de molen werd verbouwd en weer ging draaien.
Tijdens die verbouwing werd op de belt een pakhuis gebouwd en daarboven een lage stelling aangebracht.
De molenaar stierf in 1955 en toen kwam de molen stil te staan. In 1967 is de molen op de lijst van monumenten geplaatst. In 1974 is de molen opgekocht door de gemeente Nijmegen, die in 1978-1979 flinke restauratiewerkzaamheden liet verrichten, waarbij de nog aanwezige belt werd afgegraven. In 1981 brak er brand uit in de molen, die daardoor ernstige schade opliep. Het bovenste deel van de stenen romp is toen opnieuw opgemetseld en het binnenwerk weer anders gemaakt. In 1983 was de molen ook van deze schade hersteld.
De molen wordt bediend door een professionele molenaar, die is aangesloten bij het Gilde van Ambachtelijke Korenmolenaars. De molen is te bezichtigen maandag tot en met zaterdag.

## Rijksmonument
De Witte Molen is een rijksmonument en draagt nummer 31207.